# Ngô Bảo Châu
Ngô Bảo Châu (ur. 28 czerwca 1972) – wietnamski matematyk (ma także obywatelstwo francuskie). W 2010 roku otrzymał Medal Fieldsa.

## Życiorys
Urodził się w Wietnamie. Ukończył studia na uniwersytecie w Hanoi. Podczas studiów dwukrotnie wygrywał IMO, uzyskując maksymalną liczbę punktów. Później studiował we Francji. Pracował w Institute for Advanced Study w Princeton w New Jersey. 1 września 2010 zaczął pracę na University of Chicago.
W 2006 wygłosił wykład sekcyjny, a w 2010 wykład plenarny na Międzynarodowym Kongresie Matematyków.